# Cité de l’Automobile

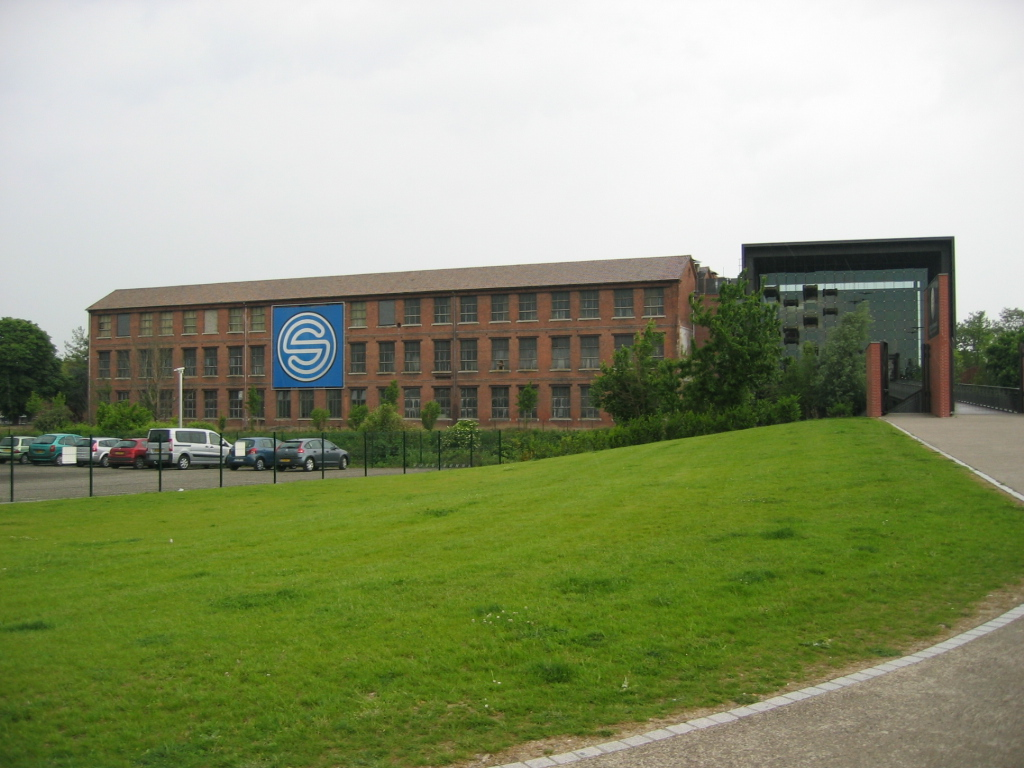
Gebäude

Das Musée national de l’Automobile – Collection Schlumpf (deutsch Nationales Automobilmuseum – Sammlung Schlumpf) ist mit einer Ausstellungsfläche von 25.000 m², davon 17.000 in einer einzigen riesigen Halle, das größte Automobilmuseum der Welt. Es befindet sich in Mülhausen im Elsass in Frankreich.
Der Kern des Bestandes sind 400 Oldtimer, überwiegend aus der Frühphase der Automobilzeit bis in die 1930er Jahre, die von den Gebrüdern Fritz und Hans Schlumpf gesammelt wurden, ehemals reichen Textilfabrikanten, die ihr Unternehmen unter anderem durch ihre Sammelleidenschaft in den Ruin trieben. Weitere 150 Automobile in teilweise desolatem Zustand stehen in Räumlichkeiten außerhalb des Museums.

## Geschichte
Die Brüder Fritz und Hans Schlumpf übernahmen im Jahr 1957 die Textilfabrik HKD (Heilmann, Koechlin & Desaulles), eine Wollspinnerei in Mülhausen. Der leidenschaftliche Automobilsammler Fritz Schlumpf kaufte zwischen 1961 und 1963 heimlich eine große Anzahl klassischer Automobile, wobei er zahlreiche Strohmänner einsetzte, die in Frankreich und benachbarten Ländern sowie in den Vereinigten Staaten als Käufer der Automobile auftraten. Nur wenigen Personen war der Zutritt zu den Lagerhallen der Fabrik gestattet, in denen die Oldtimer untergebracht waren.

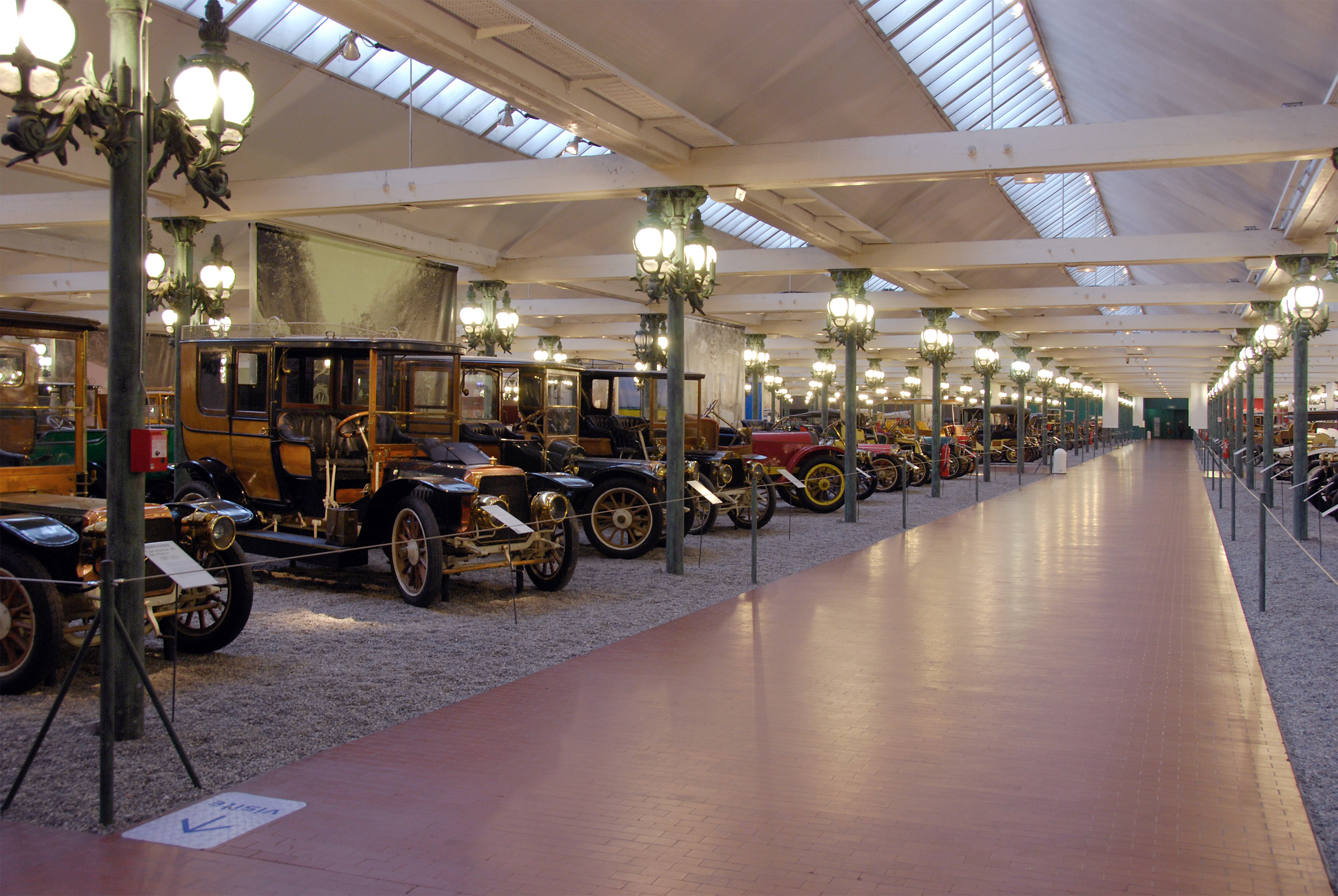
Blick in die 17.000 m² große Haupthalle (2008)

Im Mai 1965 erschien ein Artikel in der Zeitschrift L'Alsace, der die Existenz der bisher geheimen großen Automobilsammlung der Öffentlichkeit bekannt machte. Fritz Schlumpf entschied sich nun, seine einzigartige Kollektion der Öffentlichkeit zu präsentieren. 1966 begannen langjährige Umbauten in den Lagerhallen der Textilfabrik. Zwischenwände wurden entfernt, um das künftige Musée Schlumpf in einer einzigen Ausstellungshalle mit der enormen Grundfläche von 17.000 m² unterbringen zu können. Im Zuge der Abrissarbeiten der alten Pariser Markthallen im Quartier des Halles ab 1970 erwarben die Brüder Schlumpf einen Großteil der Säulen (mit anhängenden Leuchten), welche die Dachkonstruktion getragen hatten. Diese wurden verwendet, um das Balkenwerk des Daches der großflächigen Halle zu stützen, und fügen sich harmonisch in den Bau ein. Außerdem wurden die Automobile mit großem Aufwand restauriert. Die Sammlung wuchs bis 1976 weiter an, sie umfasste dann über hundert Bugatti und zahlreiche Fahrzeuge weiterer Marken.
Von 1966 bis 1976 investierte Fritz Schlumpf rund 12 Millionen Franc in sein Museumsprojekt. Durch diese kostspielige Leidenschaft wurde das Betriebsvermögen der Wollspinnerei übermäßig in Anspruch genommen. Zugleich geriet die Textilindustrie in eine Krise. Am 28. Juni 1976 streikten die Arbeiter. Als die Zahlungsunfähigkeit offenbar wurde, versuchten Fritz und Hans Schlumpf ihr Unternehmen zum symbolischen Preis von 1 Franc zu verkaufen, aber es gingen keine Kaufangebote ein. Daraufhin flohen die Brüder nach Basel. Die über 2000 Beschäftigten mussten in die Arbeitslosigkeit entlassen werden.
1977 begann ein komplizierter Rechtsstreit zwischen den Brüdern Schlumpf und ihren Gläubigern. Im März 1977 wurden die Lager von den Gewerkschaften besetzt. Die Besetzer machten die Sammlung erstmals dem Publikum zugänglich. Mehrere Gerichte entschieden, dass die Sammlung zu verkaufen sei, um die Ansprüche der Gläubiger zu befriedigen. Jedoch konnte die Sammlung von einer Interessengemeinschaft zum Preis von 44 Millionen Francs zurückgekauft und dadurch in ihrer Gesamtheit erhalten werden. Zum Trägerverein des Museums, der 1981 diese Summe zur Verfügung stellte, gehören die Stadt Mülhausen, der Rat des Départements Haut-Rhin, der Regionalrat der Region Elsass (seit 2015 Teil der Region Grand Est), die Industrie- und Handelskammer Mülhausen, Panhard & Levassor, der Automobile Club de France und das Komitee der Pariser Automobilsalons (Mondial de l’Automobile). Am 10. Juli 1982 wurde das Musée national de l’Automobile eröffnet.

## Betreiber des Museums
Zum Verein für den Betrieb des Museums gehören die Stadt Mülhausen, der Rat des Départements Haut-Rhin, der Tourismusverband des Departements, das Touristikbüro Mülhausen, der Verband der Museen für Gewerbe und Technik Mülhausen (CESTIM) und das Aktionskomitee für wirtschaftlichen und sozialen Fortschritt Mülhausen.

## Exponate

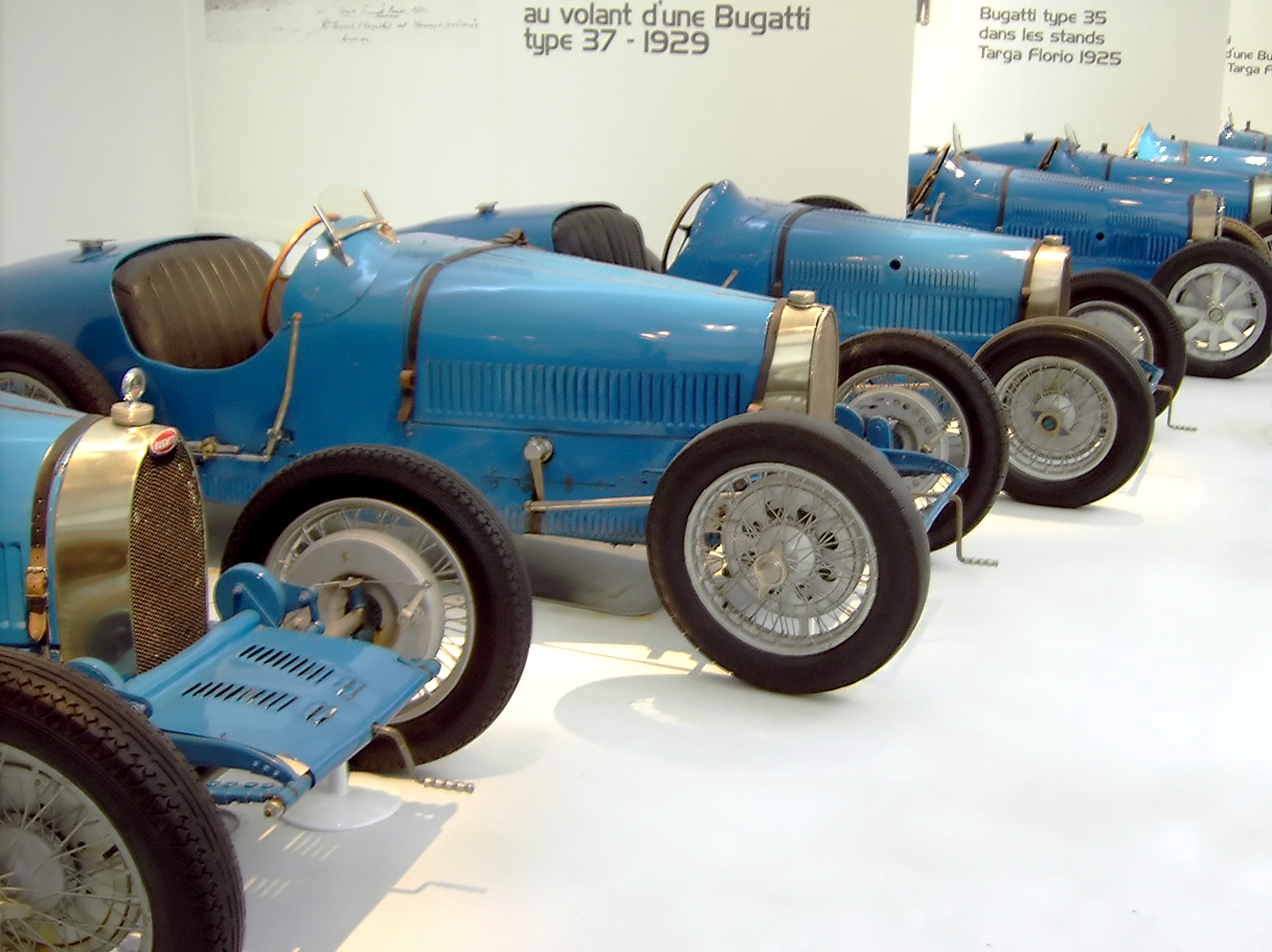
Bugatti-Rennwagen

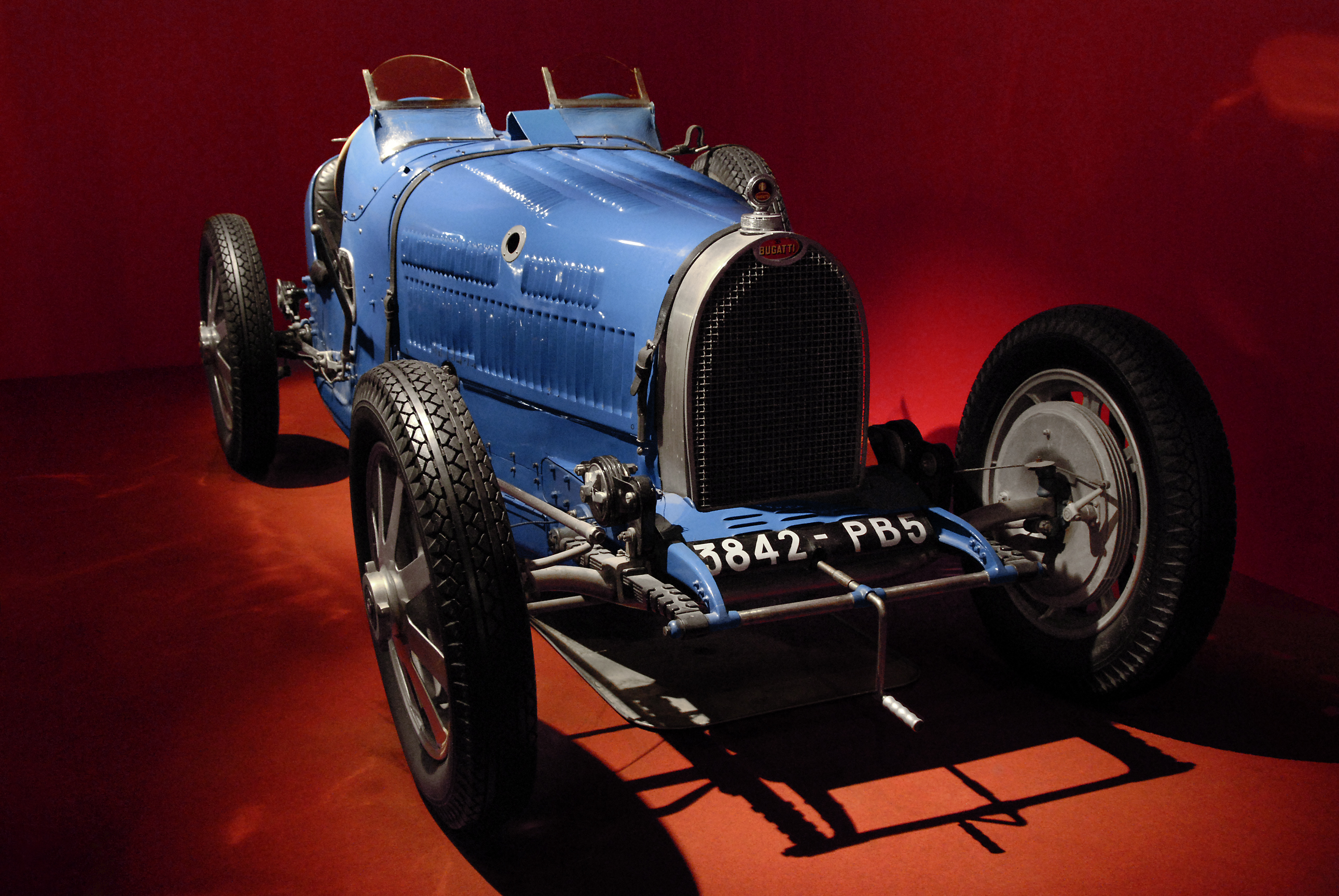
Bugatti Type 35

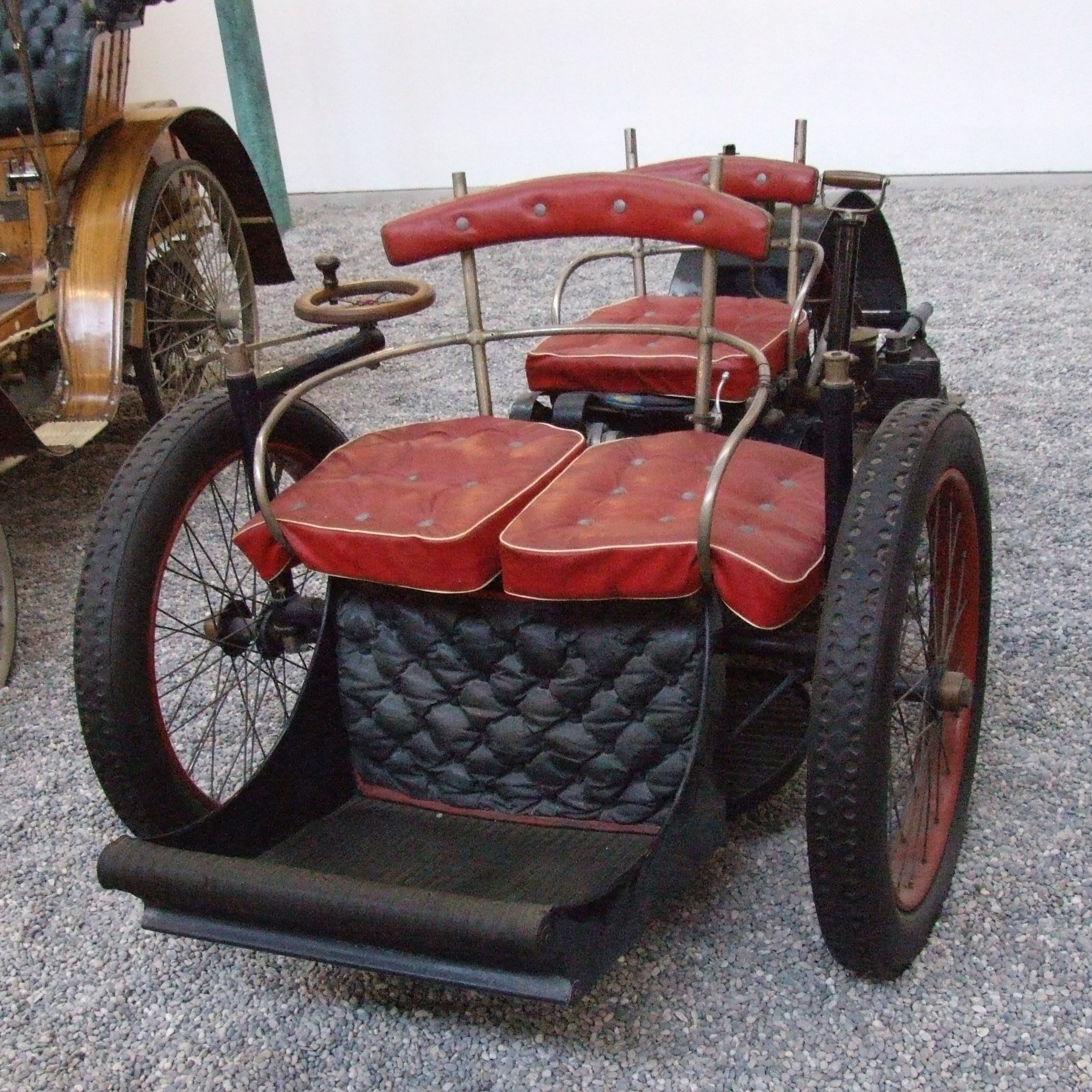
Léon Bollées Dreirad Voiturette (1896)

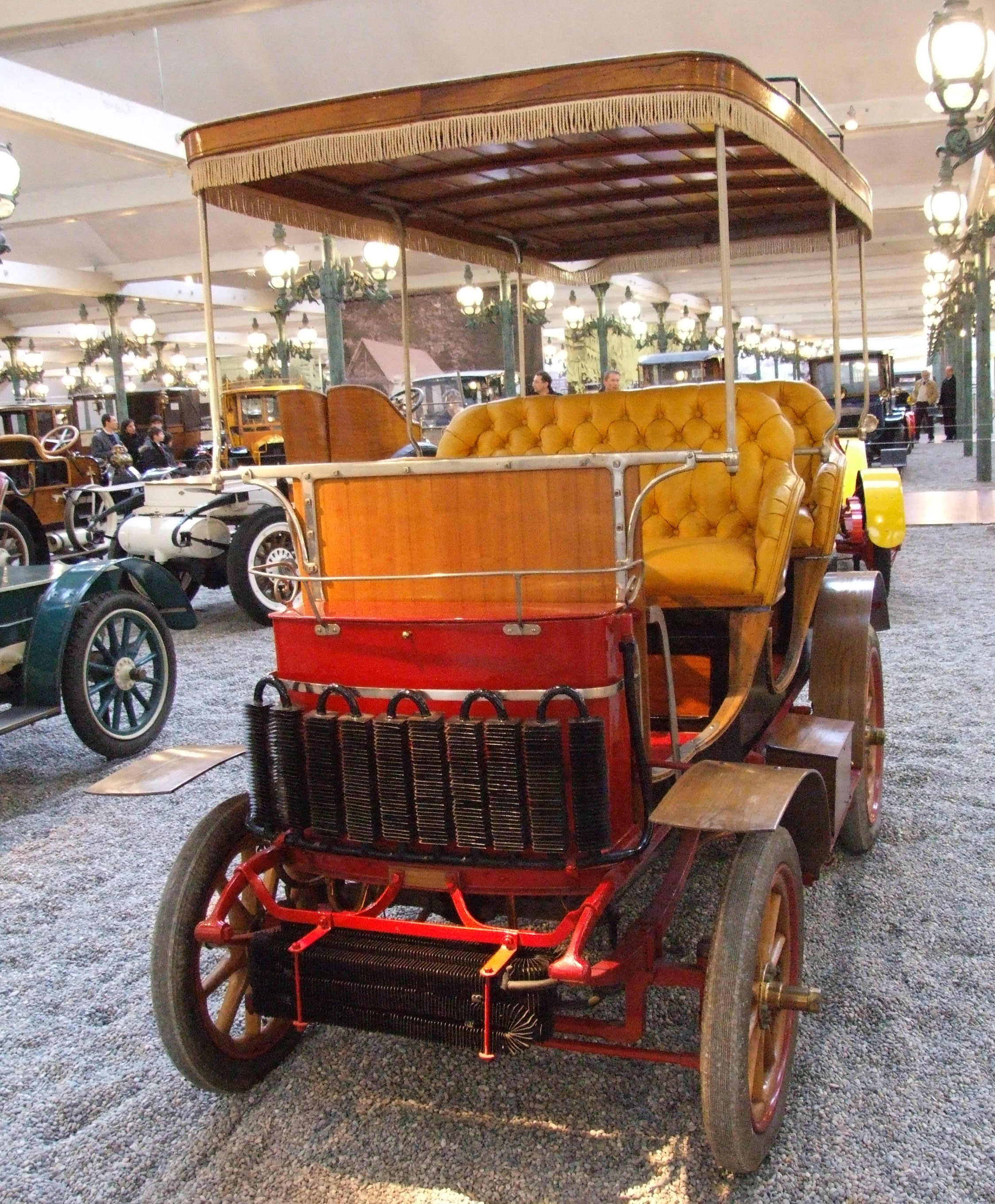
Gardner-Serpollet Doppelphaeton Typ A (1902)

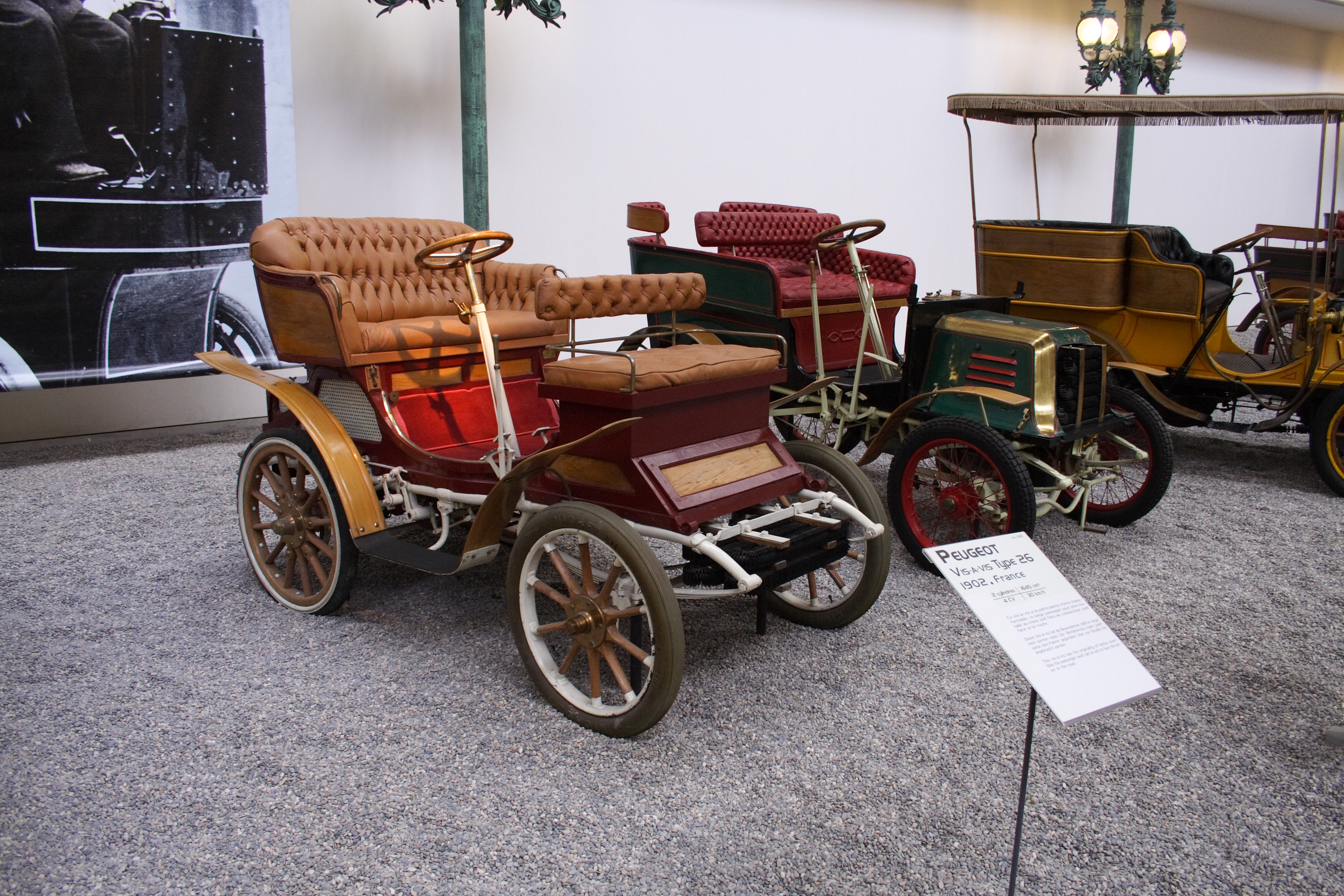
Peugeot Typ 26 Vis-à-vis (1902)

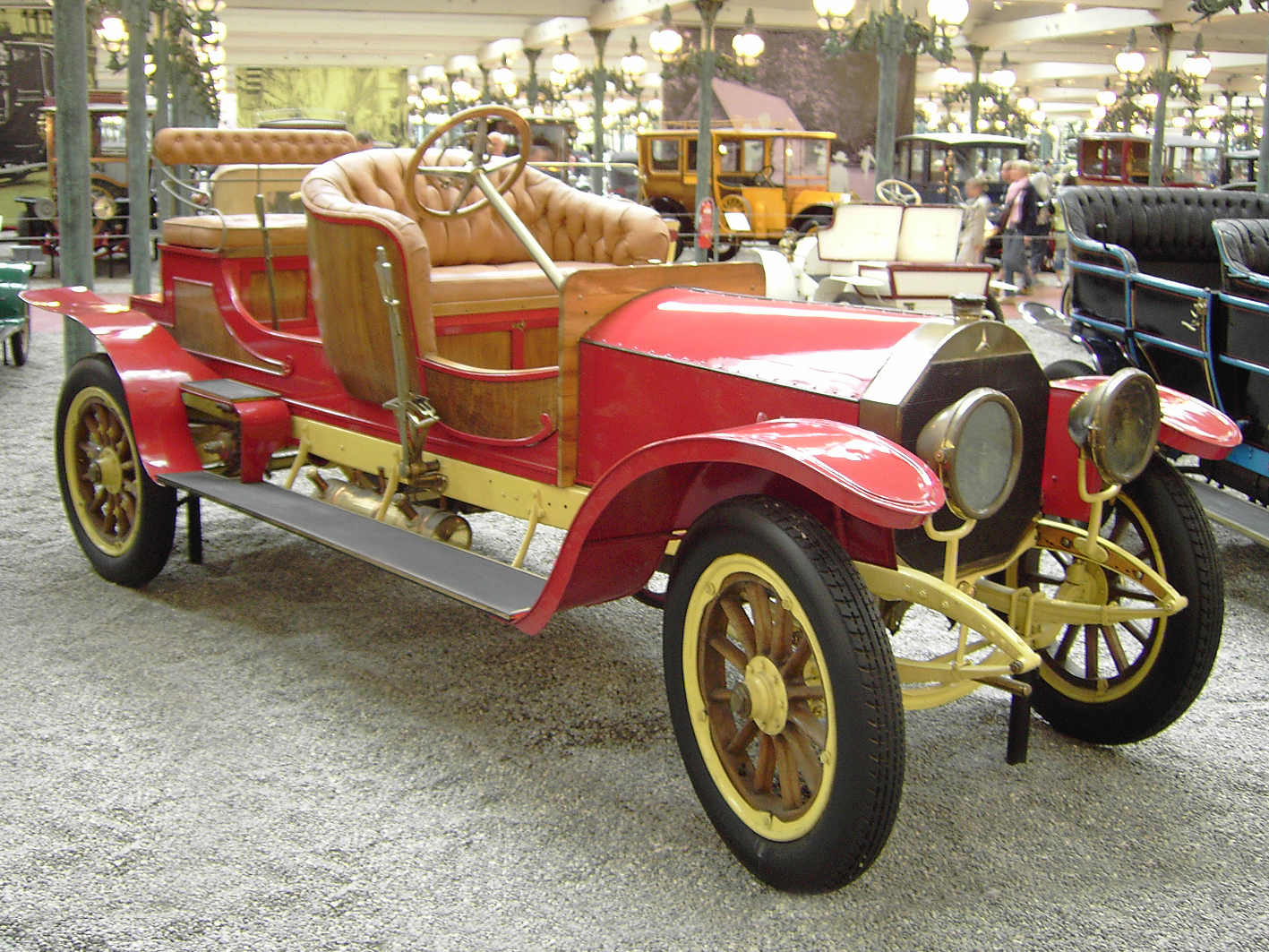
Mercedes Doppelphaeton (1905)

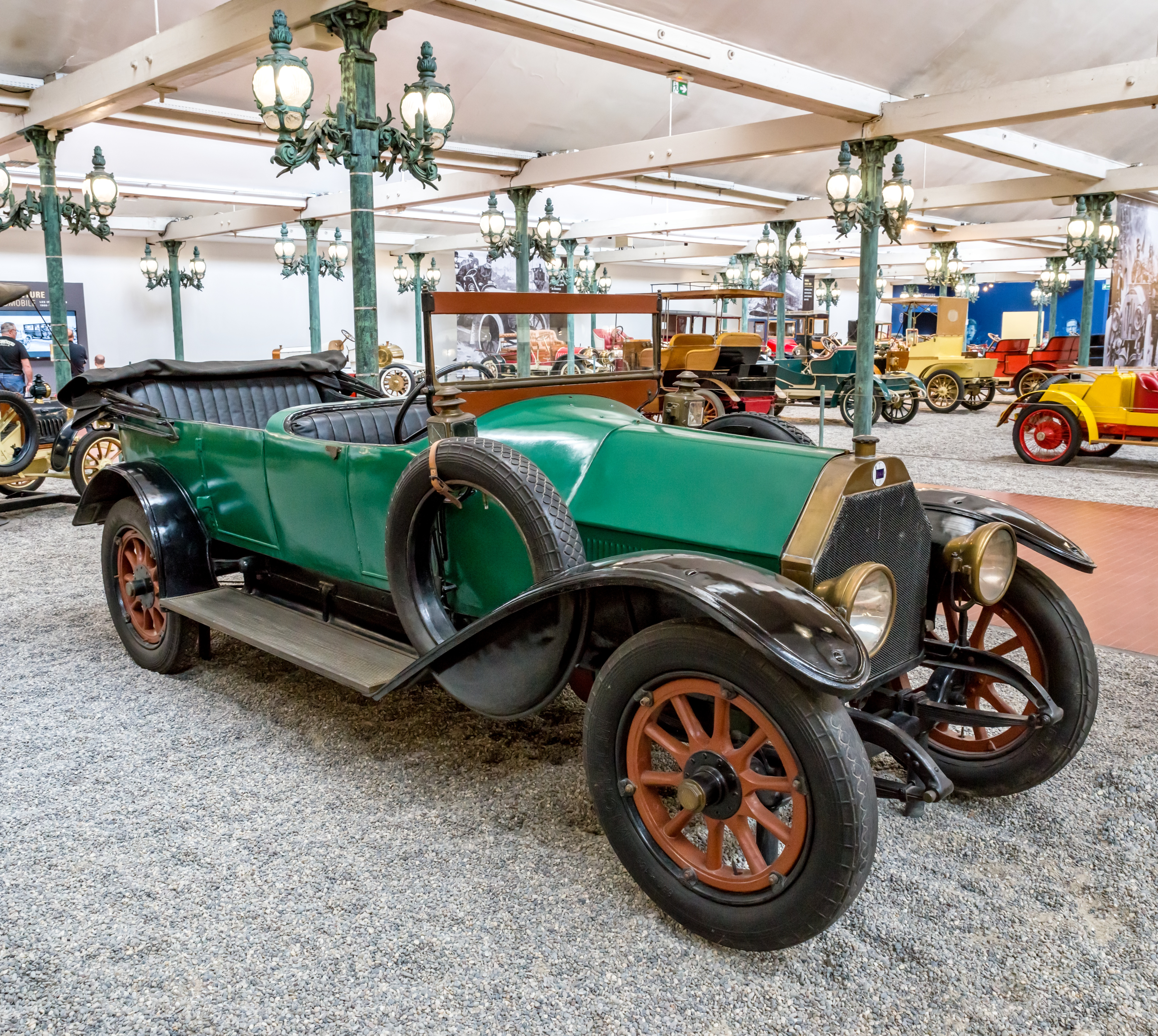
Lancia Epsilon (1912)

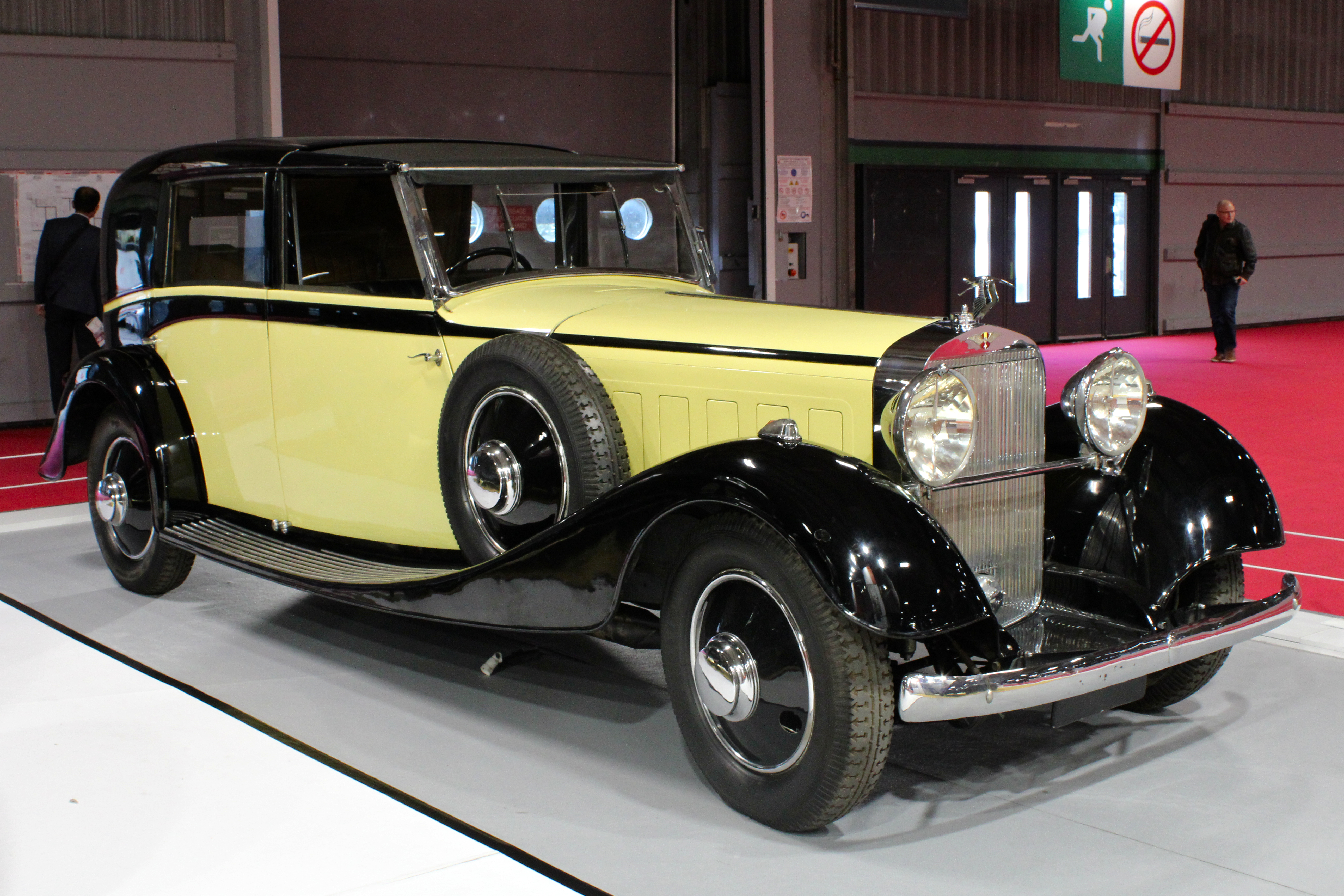
Hispano-Suiza J 12 (1934)

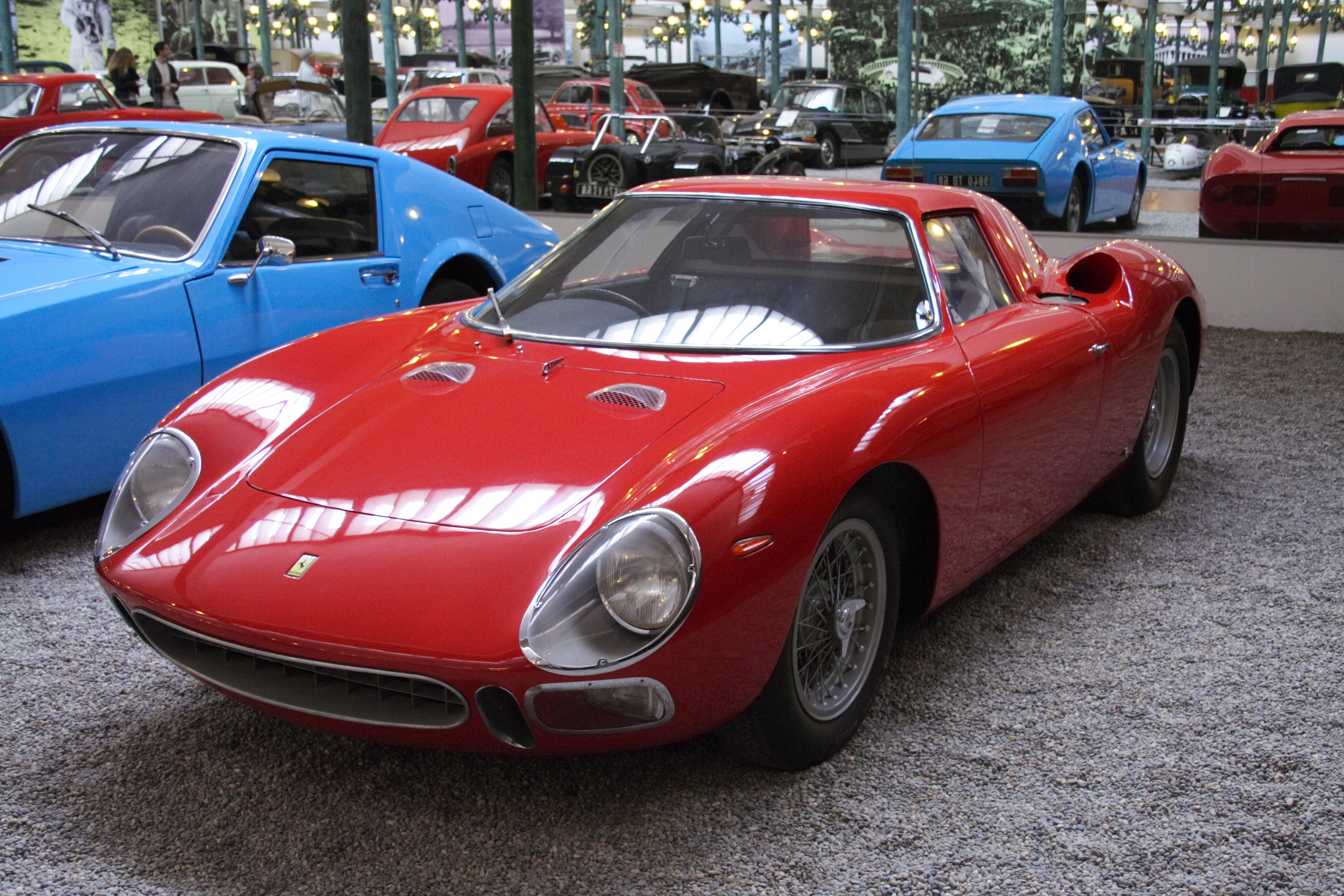
Ferrari 250LM (1964)

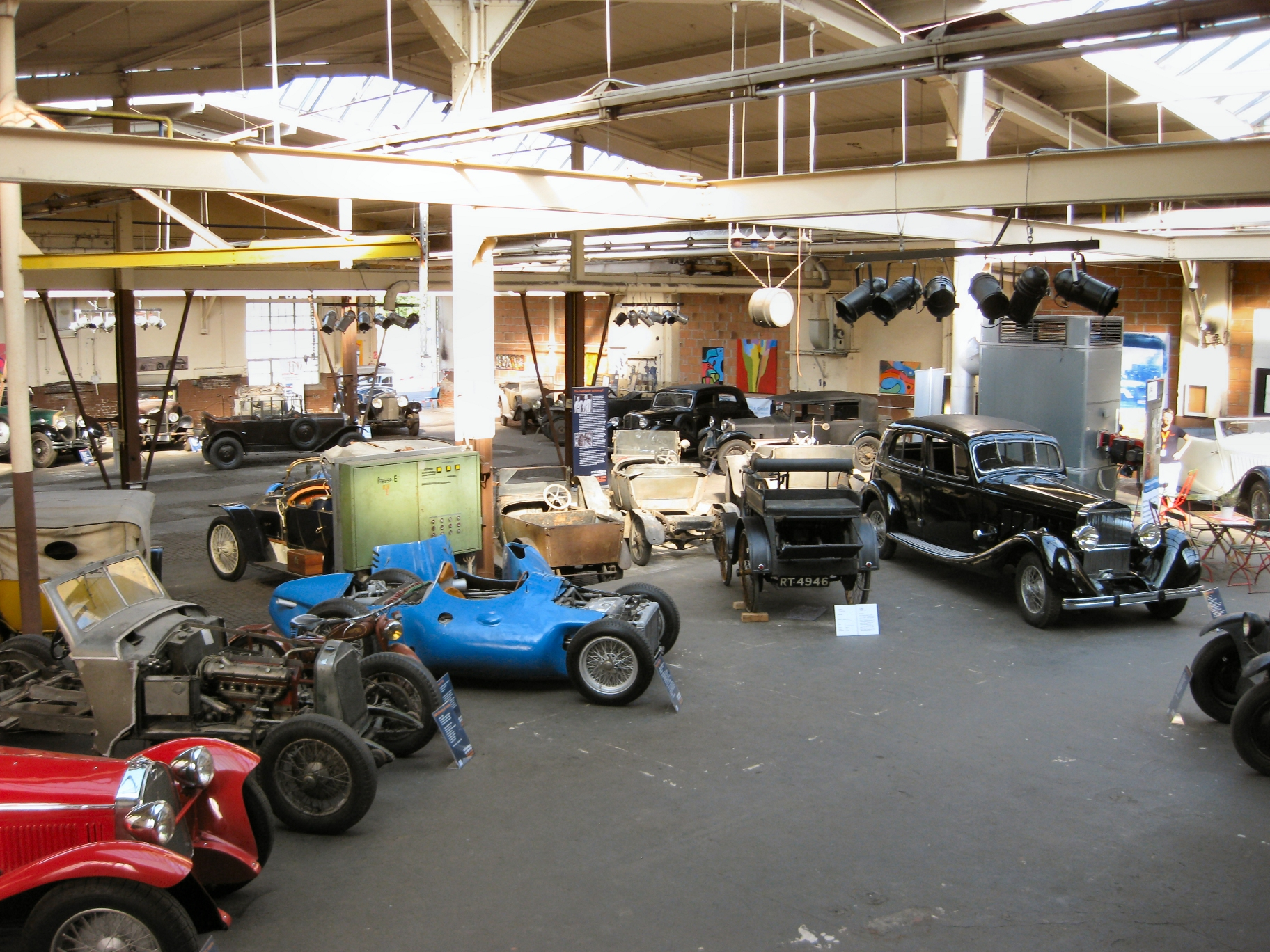
Unrestaurierte Oldtimer aus dem Depot der Sammlung Schlumpf wurden 2013 in Kassel ausgestellt

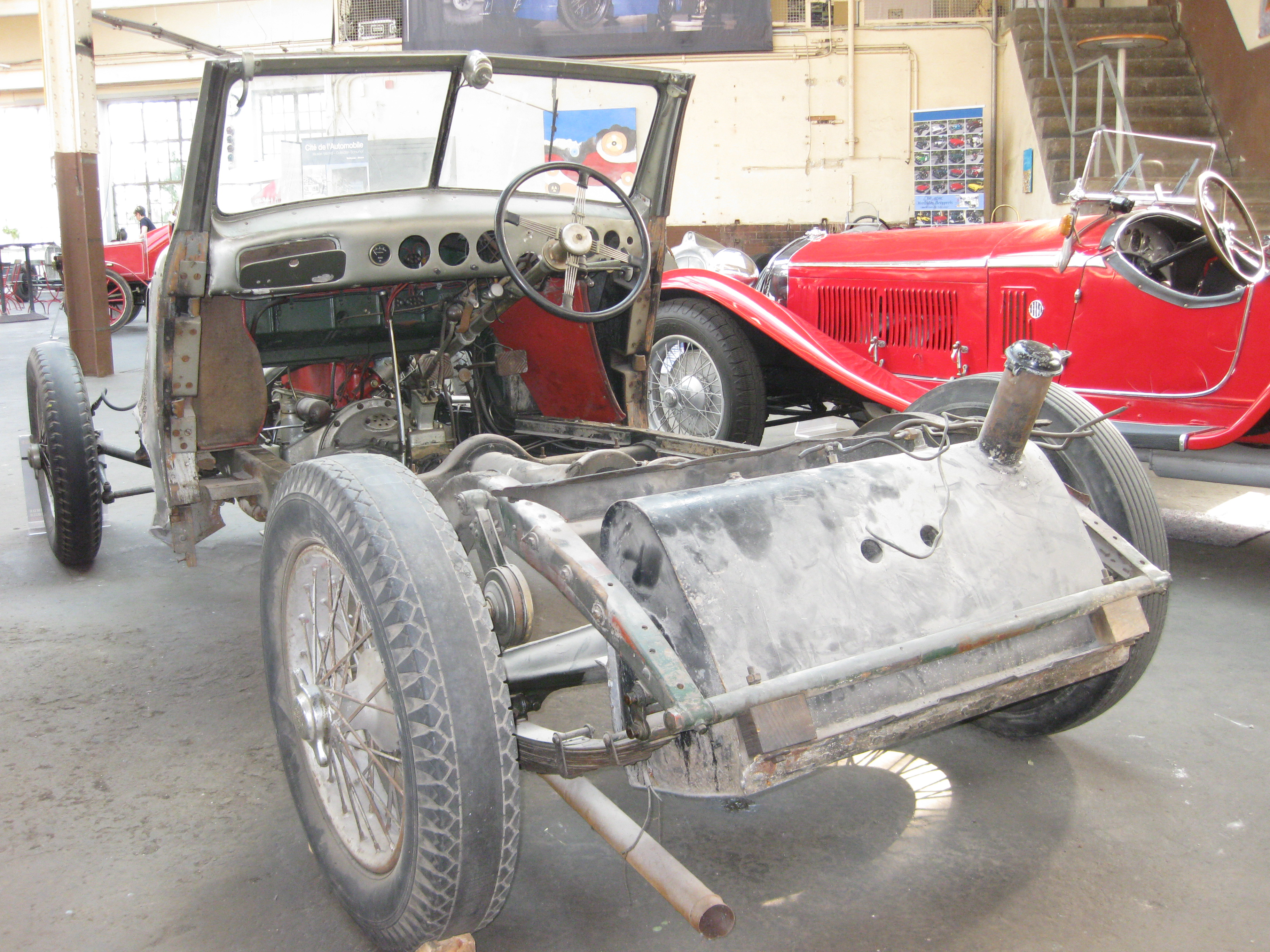
Unrestaurierter Alfa Romeo 6C bei der Ausstellung in Kassel 2013 (mehr Bilder siehe Commons-Link)

Ein Schwerpunkt der Ausstellung sind 87 Fahrzeuge der Marke Bugatti. Darunter befinden sich zwei von insgesamt sechs noch existierenden Bugatti Royale (Typ 41) sowie die Rekonstruktion eines weiteren Exemplars (ein Bugatti dieses Typs hat 1991 bei einer Auktion den Kaufpreis von rund acht Millionen US-Dollar erzielt).
Neben den Bugatti zeigt das Museum sehr alte Modelle von weiteren bedeutenden Marken, so etwa (Stand März 2011):
- 1 Adler
- 1 AFG Grégoire
- 1 Alart
- 7 Alfa Romeo
- 1 Alpine
- 4 Amilcar
- 2 Arzens
- 1 Aster
- 1 Audi
- 3 Ballot
- 1 Bardon
- 2 Barré
- 1 Baudier
- 1 Benetton
- 5 Bentley
- 7 Benz
- 1 Berliet
- 1 B.N.C.
- 1 Brasier
- 1 Charron
- 1 Cisitalia
- 7 Citroën
- 2 Clément-Bayard
- 1 Clément-De Dion
- 1 Clément-Panhard
- 1 Corre-La Licorne
- 3 Daimler
- 4 Darracq
- 1 Decauville
- 1 De Dietrich
- 16 De Dion-Bouton
- 2 Delage
- 4 Delahaye
- 2 Delaunay-Belleville
- 1 Dufaux
- 1 Esculape
- 1 Facel Vega
- 2 Farman
- 12 Ferrari
- 3 Fiat
- 1 Ford
- 1 Fouillaron
- 3 Gardner-Serpollet
- 3 Georges Richard
- 1 Gladiator
- 11 Gordini
- 1 Grégoire
- 2 Grégoire
- 1 Hermes-Simplex
- 7 Hispano-Suiza
- 3 Horch
- 1 Hotchkiss-Grégoire
- 1 Hurtu
- 2 Isotta Fraschini
- 1 Jacquot Dampfwagen
- 1 Jordan
- 3 Lancia
- 1 Le Gui
- 3 Le Zèbre
- 1 Léon Bollée
- 1 Ligier
- 4 Lion-Peugeot
- 2 Lorraine-Dietrich
- 4 Lotus
- 1 MAF
- 8 Maserati
- 1 Mathis
- 1 Maurer-Union
- 2 Maybach
- 1 McLaren
- 1 Menier
- 5 Mercedes
- 1 Mercedes-Benz
- 1 Minerva
- 1 Monet et Goyon
- 2 Mors
- 1 OM
- 5 Panhard
- 12 Panhard & Levassor
- 19 Peugeot
- 1 Philos
- 1 Pic-Pic
- 3 Piccolo
- 2 Pilain
- 5 Porsche
- 18 Renault
- 1 Rhéda
- 1 Rochet-Schneider
- 10 Rolls-Royce
- 1 Sage
- 1 Salmson
- 1 Scott
- 1 Sénéchal
- 4 Simca
- 1 Sizaire-Naudin
- 1 Soncin
- 1 SS
- 1 Steyr
- 2 Talbot-Lago
- 1 Trabant
- 1 Tracta
- 1 Vaillante
- 1 Valentine
- 1 Violet-Bogey
- 2 Voisin
- 1 Williams
- 1 Zedel

Im Depot des Museums befinden sich auch ein Mercedes-Benz „Silberpfeil“ Typ W 154 II (1939), für den zunächst 17, dann sogar 30 Mio. EUR geboten wurden, sowie die Nr. 2 von 2 des Bugatti Typ 251. Da die Sammlung einschließlich ihrer noch in den Depots befindlichen Fahrzeuge jedoch dem französischen Kulturgut angehört, sind sie unverkäuflich.